# Fennek
El Fennek, llamado así por el fennec (una especie de pequeño zorro del desierto), o LGS Fennek, con LGS siendo la abreviatura de Leichter Gepanzerter Spähwagen en alemán (Light Armoured Reconnaissance Vehicle), es un vehículo de reconocimiento armado de cuatro ruedas producido por la compañía alemana Krauss-Maffei Wegmann y Dutch Defense Vehicle Systems. La compañía turca FNSS Defense Systems adquirió el derecho para la producción de licencias en 2004. Fue desarrollado tanto para el Ejército Alemán como para el Real Ejército de los Países Bajos para reemplazar sus vehículos actuales.

## Historia
En abril de 2000, el prototipo de vehículo finalizó las pruebas de campo y en diciembre de 2001 se realizó un pedido combinado. 410 fueron ordenados por el Real Ejército de Holanda (202 de reconocimiento, 130 MRAT (antitanque de rango medio) y 78 versiones de uso general) y 222 por el ejército alemán (178 de reconocimiento, 24 ingenieros de combate, 20 equipos conjuntos de apoyo de fuego (JFST)). Se adquirirán más Fenneks para el ejército alemán a partir de 2015. Alemania planea una compra general de aproximadamente 300 Fenneks. El primer vehículo se entregó en los Países Bajos en julio de 2003 [5] y el primero en Alemania en diciembre del mismo año. Las entregas continuarán hasta 2011 (se prevén pedidos adicionales para el Ejército alemán a partir de 2015).
La compañía holandesa SP Aerospace, que produjo el Fennek para el ejército holandés, se declaró en quiebra en agosto de 2004. Se creó una nueva compañía llamada Dutch Defense Vehicle Systems (DDVS) [6] para continuar la producción de los vehículos para el Real Ejército Holandés. 

## Especificaciones
El Fennek tiene cuatro ruedas con tracción seleccionable de dos o cuatro ruedas. Tiene un motor diésel Deutz que produce 179 kW, lo que le da una velocidad máxima de 115 km / h. La presión del neumático puede ser regulada por el conductor desde el interior del vehículo para adaptarse a las condiciones del terreno.
El equipo de misión principal es un paquete de observación montado en un mástil extensible. Los sensores incluyen una cámara termográfica, cámara de luz diurna y un telémetro láser. Combinado con el GPS del vehículo y el sistema de navegación inercial, el operador puede marcar con precisión objetivos o puntos de interés y pasar esos datos a la red digital del campo de batalla. El sensor del paquete de observación también se puede quitar y montar en un trípode para una operación encubierta, al igual que la unidad de control del vehículo si la tripulación desea utilizar el sistema completo desmontado. Muchos Fenneks del Ejército Alemán también están equipados con UAV miniatura en Aladin.

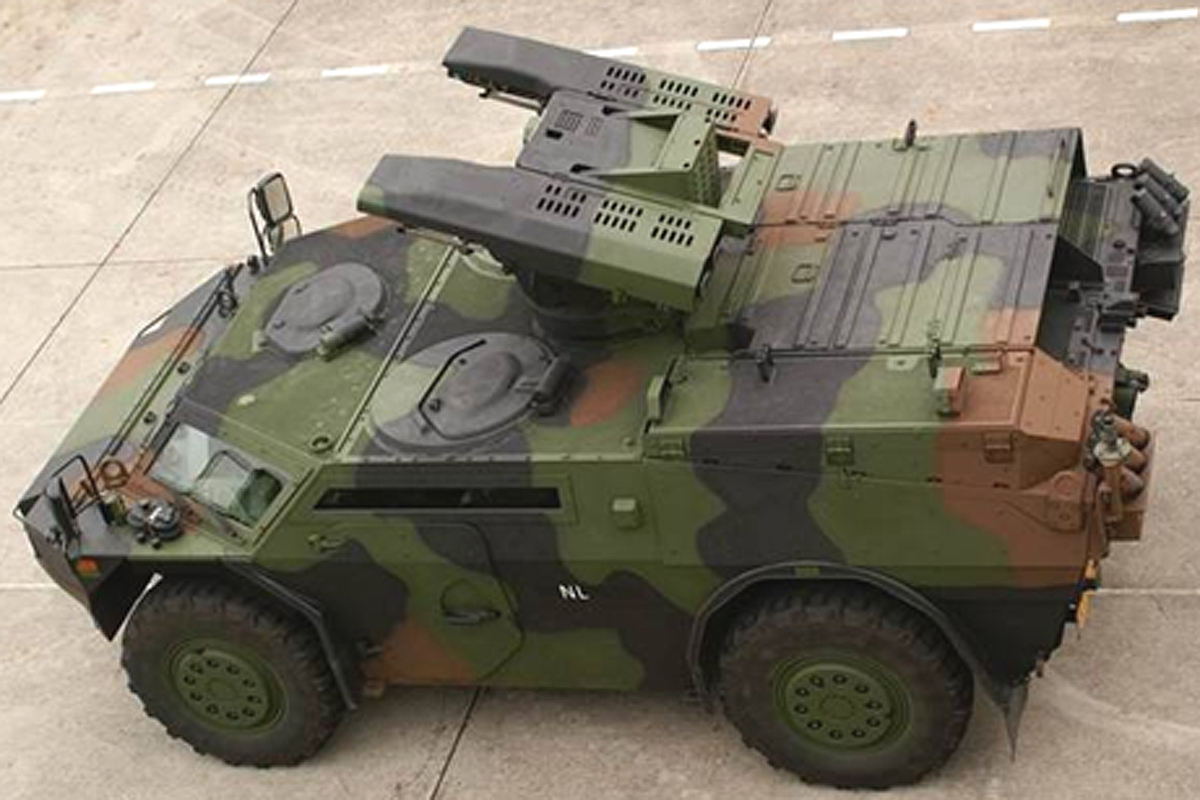
fennek con stinger

Se pueden instalar varias armas, como una ametralladora de 12,7 mm para la versión de reconocimiento holandesa, un misil antitanque Spike en la versión holandesa MRAT o un lanzagranadas automático de 40 mm (HK GMG) o Rheinmetall MG3 para los vehículos alemanes. El Real Ejército de los Países Bajos también hizo un pedido a la compañía turca Aselsan de 18 lanzadores de misiles tierra-aire Raytheon Stinger para ser instalados en el Fennek. El lanzador en este caso es la plataforma de armas Stinger (SWP), con cuatro misiles Stinger destinados a la defensa aérea de rango medio. El lanzador puede controlarse a bordo del vehículo o, de forma remota, como parte de un sistema de defensa aérea distribuido. En el holandés Fennek, el arma principal es la ametralladora de 12,7 mm.
El vehículo está protegido en todas las direcciones contra rondas de 7.62 mm y se puede agregar armadura adicional si la misión lo requiere. El sistema de aire acondicionado brinda protección contra la guerra nuclear, biológica y química y el compartimiento de la tripulación está protegido contra minas antipersonales.

## Historia operacional
Tanto Alemania como los Países Bajos han desplegado vehículos de reconocimiento Fennek a Afganistán en apoyo de la ISAF.  El 3 de noviembre de 2007, un holandés Fennek fue alcanzado por un artefacto explosivo improvisado que mató a uno e hirió a otros dos ocupantes. El vehículo y su tripulación tomaron parte en una operación ofensiva contra los talibanes en la provincia de Uruzgan, Afganistán. En otro incidente, un alemán Fennek fue alcanzado por una granada propulsada por cohete. Su chorro de carga hueco penetró el vehículo a través del borde derecho de la rueda delantera, pasó a través del vehículo y sopló la puerta izquierda fuera de la bisagra. Gracias al trazador de líneas espasmódicas, la tripulación sufrió lesiones insignificantes.

## Operadores

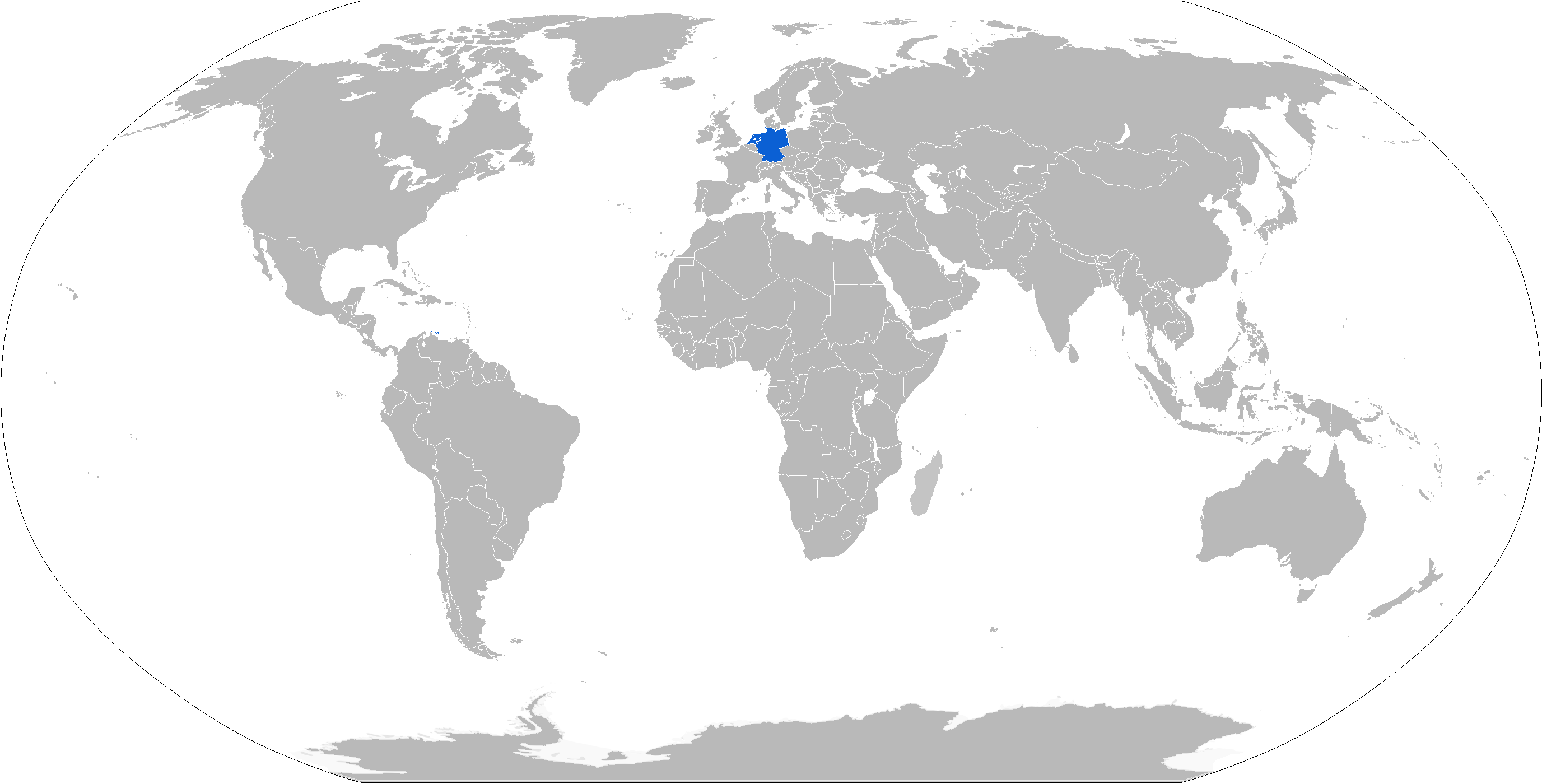
Mapa de Fennek operadores en azules

### Operadores actuales
- - Ejército alemán - 222, para ser aumentado a 248[1]
- - Real Netherlands Ejército - 365[2]

### Operadores futuros
- - Qatari Emiri Fuerza de tierra - 32[3]

## Galería

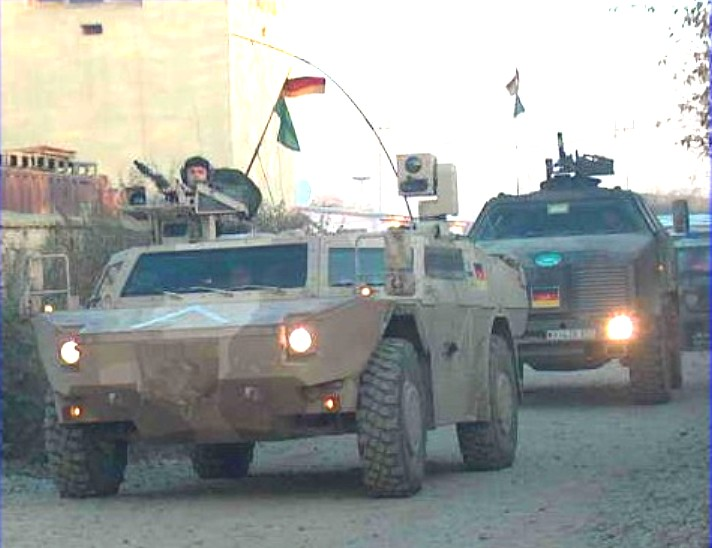
Un Fennek y un ATF Dingo del Ejército alemán en Afganistán
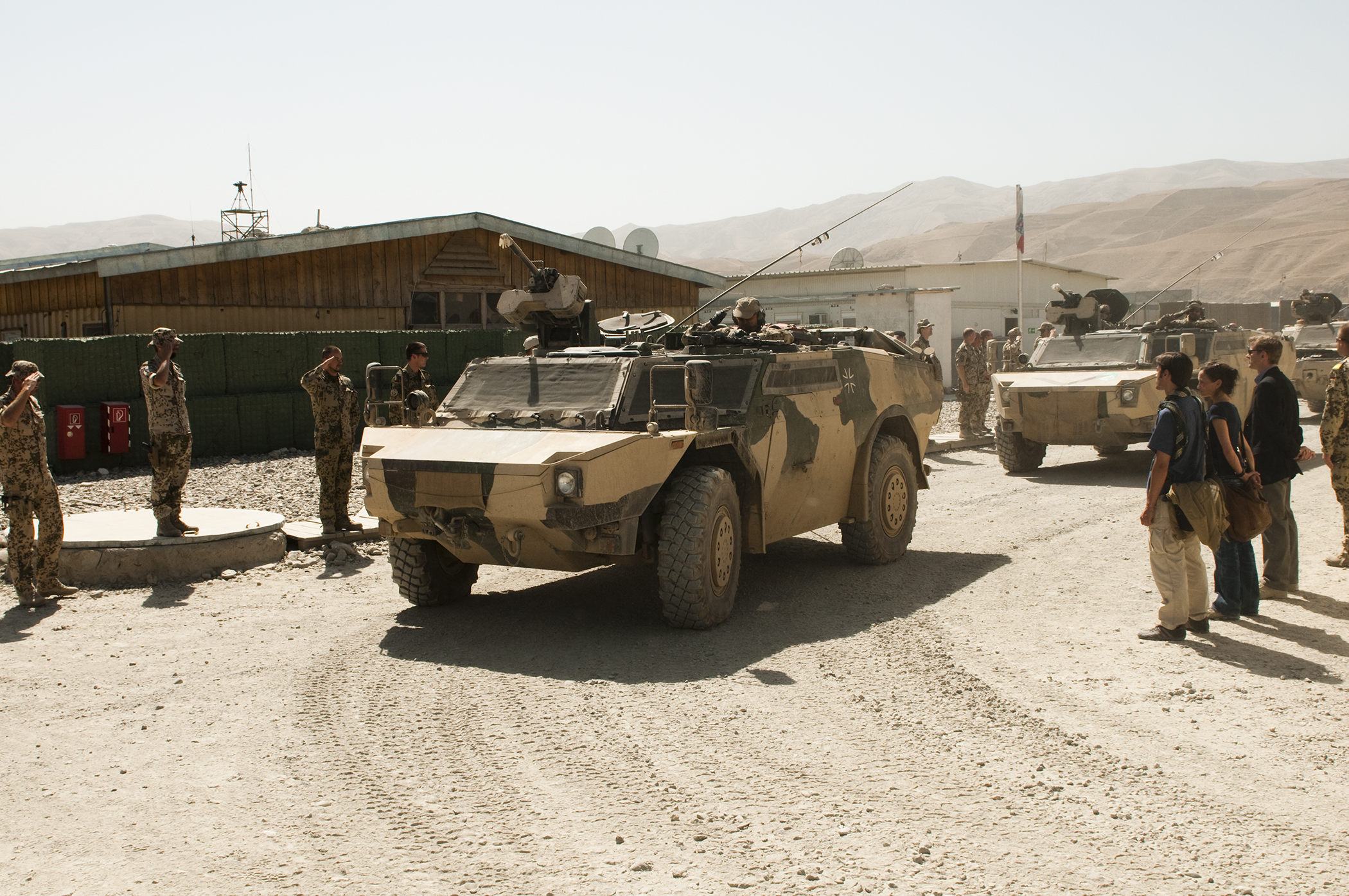
Alemán Fenneks en Afganistán (2009)
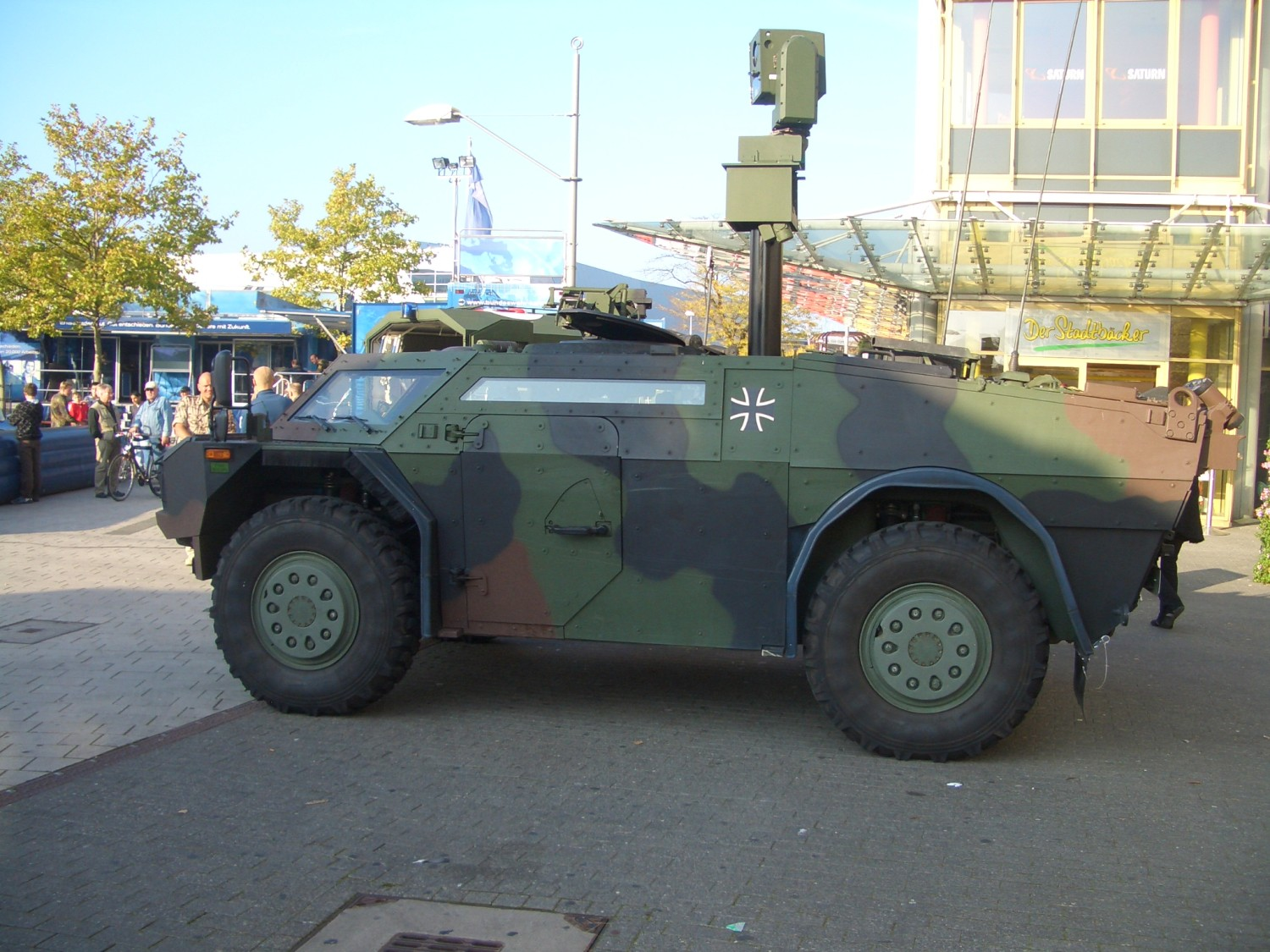
Lado-vista de un  Fennek alemán
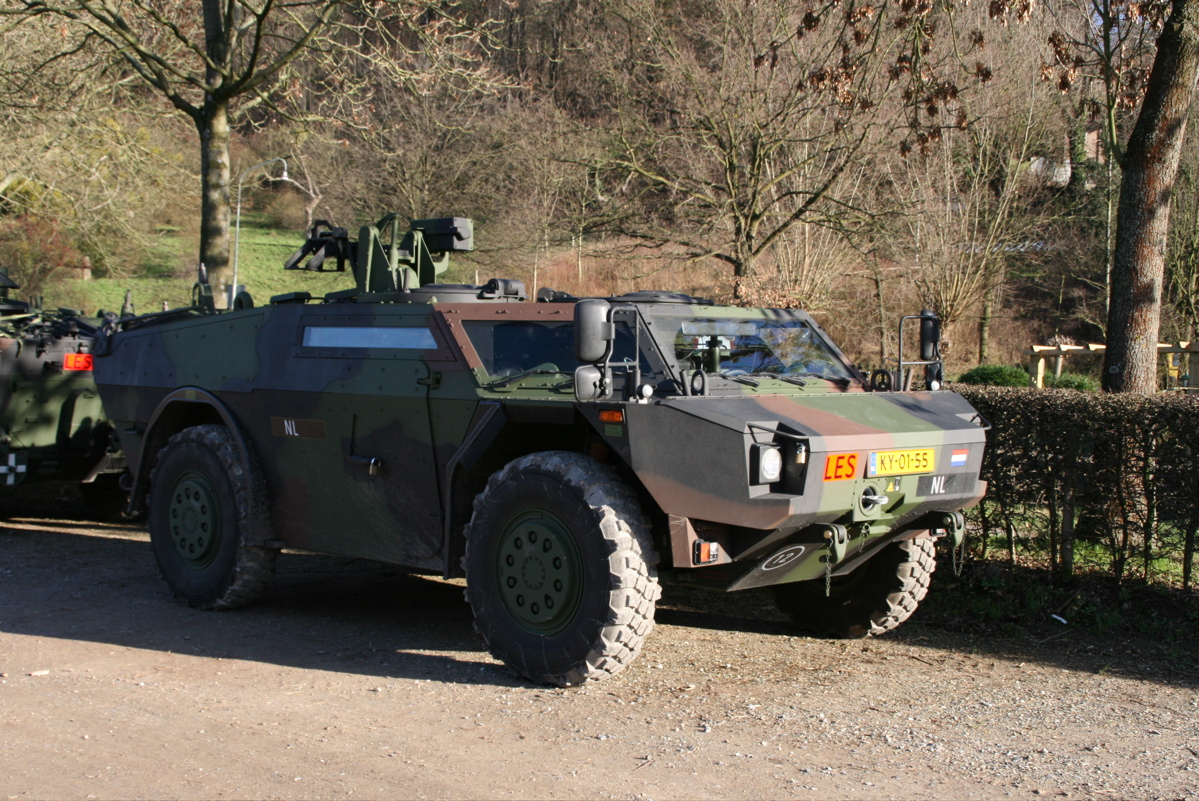
Real Netherlands Ejército Fennek
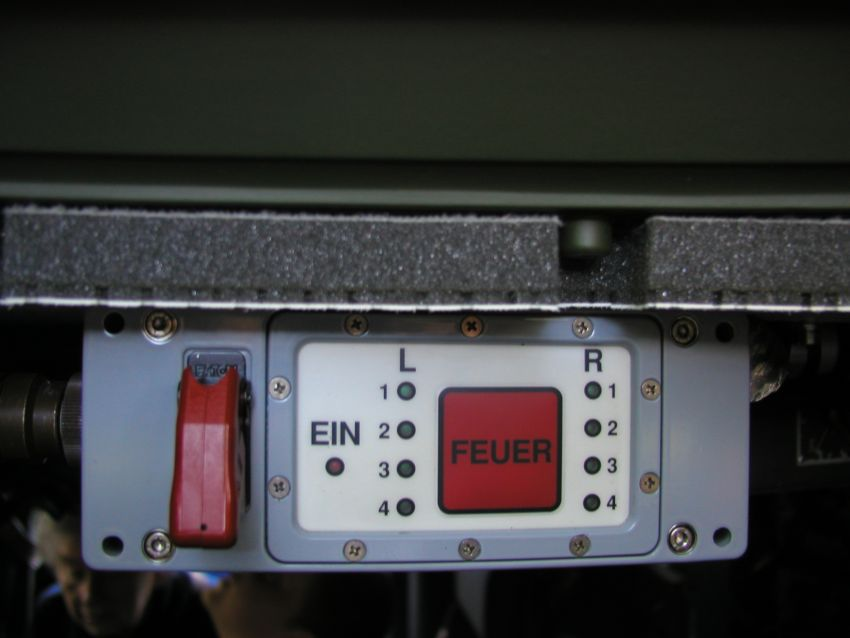
Encendido de los lanzadores de granadas de humo de un Fennek del ejército alemán.
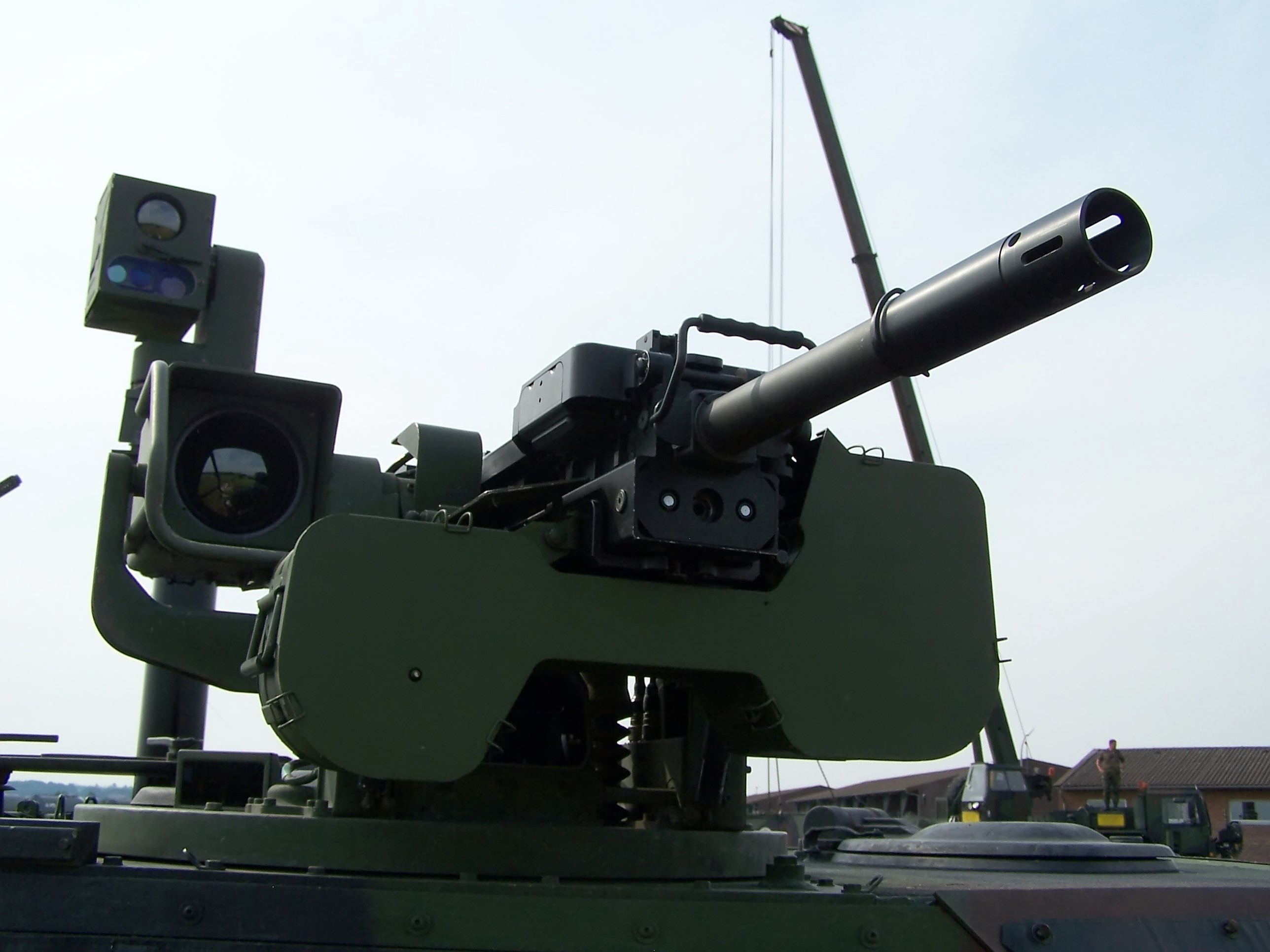
Heckler & Koch GMG a bordo de un  Fennek del ejército alemán.